# 柳玄植
柳 玄植（リュ・ヒョンシク、朝鮮語: 류현식）は、朝鮮民主主義人民共和国の政治家。咸鏡南道人民委員会委員長、朝鮮労働党中央検査委員会委員などを歴任した。

## 経歴
出生地や生年月日は不明。2003年9月に咸鏡南道党委員会書記に就任し、2010年6月に咸鏡南道人民委員会委員長に任命された。2010年9月28日に開催された朝鮮労働党第3回党代表者会で朝鮮労働党中央検査委員会委員に選出されたが、2011年11月に咸鏡南道人民委員会委員長を解任された。同年12月17日に金正日総書記が死去した際には、国家葬儀委員会委員に選ばれた。

## 参考サイト
- 북한정보포털

| 先代金豊己 | 咸鏡南道人民委員会委員長2010年 - 2011年 | 次代全光虎 |